# Tenezara
Tenezara, ou Tanezera, est une  commune de tenira dans la wilaya de Sidi Bel Abbès en Algérie.